# Caravaggio (Italia)
Caravaggio (llamado Careàs en el dialecto local) es un pueblo de 16 337 habitantes, de 32 km² y situado en la provincia de Bérgamo, en la región de Lombardía (Italia).
La población es conocida por el pintor barroco Caravaggio, quien vivió allí parte de su infancia y juventud y tomó el nombre del pueblo para su pseudónimo. También es la ciudad natal de Polidoro Caldara, pintor renacentista, discípulo de Rafael, conocido como Polidoro da Caravaggio.

## Historia
Su santuario, Nostra Signorona di Caravaggio, es bien conocido y fue construido después del hecho acaecido el 26 de mayo de 1432: se dice que a Giannetta, una joven que recogía hierba en el campo, se le apareció la Virgen María. Como prueba de la aparición, una fuente comenzó a brotar. El agua trajo efectos beneficiosos para la población, y el santuario está construido encima de la fuente. Actualmente es visitado por miles de peregrinos que van a beber del agua.
El Palacio Gallavresi es en la actualidad el edificio de administración, ubicado en el centro de la ciudad. Su fecha data de la segunda mitad del siglo XIII.
Fue capital del marquesado de Caravaggio perteneciente a la familia Sforza, desde su creación en 1529, hasta su desaparición en 1796, cuando es anexionado a la República Transpadana.

## Evolución demográfica
| Gráfica de evolución demográfica de Caravaggio entre 1861 y 2006 |
|                                                                  |
| Fuente ISTAT - elaboración gráfica de Wikipedia                  |